# Canton de Soultz-Haut-Rhin
Le canton de Soultz-Haut-Rhin est une ancienne division administrative française, située dans le département du Haut-Rhin, en région Grand Est.
Le canton de Soultz-Haut-Rhin faisait partie de la septième circonscription du Haut-Rhin.
Il disparaît à l'occasion des élections départementales de 2015 ; les communes qui le composaient sont réparties entre le canton de Guebwiller (7 communes) et le canton de Wittenheim (4 communes).

## Composition
Le canton de Soultz-Haut-Rhin regroupait 11 communes :

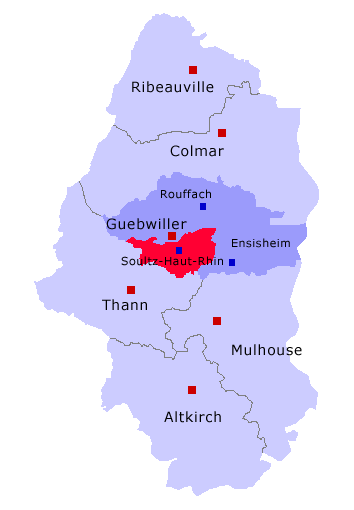
Représentation du canton de Soultz-Haut-Rhin au sein de l'arrondissement de Guebwiller et du département du Haut-Rhin.

- Berrwiller ;
- Bollwiller ;
- Feldkirch ;
- Hartmannswiller ;
- Issenheim ;
- Jungholtz ;
- Merxheim ;
- Raedersheim ;
- Soultz-Haut-Rhin (chef-lieu) ;
- Ungersheim ;
- Wuenheim.

## Administration
Premier Empire : Godefroy Waldner de Freundstein : député du Haut-Rhin au Corps législatif (1811-1814).
(À cette époque, les conseillers généraux n'étaient pas élus, mais désignés. Ils ne seront élus au suffrage censitaire qu'à partir de 1833, puis au suffrage universel à partir de 1848).
| Période | Période               | Identité                                                        | Étiquette                | Qualité |
| ------- | --------------------- | --------------------------------------------------------------- | ------------------------ | --- |
|         |                       |                                                                 |                          | |
| 1833    | 1842                  | Baron Joseph-Conrad d'Anthès                                    | Extrême droite           | Officier et propriétaire Député (1822-1830) |
| 1842    | 1870                  | Baron Georges Charles de Heeckeren d'Anthès (fils du précédent) | Droite                   | Député (1848-1851) Sénateur (1852-1870) |
|         |                       |                                                                 |                          | |
| 1919    | 1924 (décès)          | Gervais Diétrich                                                |                          | Médecin Maire de Soultz-Haut-Rhin |
| 1925    | 1940                  | Paul Heinrich (1888-1968)                                       | Catholique National Ind. | Notaire - Maire de Soultz-Haut-Rhin |
|         |                       |                                                                 |                          | |
| 1945    | 1958                  | Joseph Hérissé                                                  | DVD                      | Fondé de pouvoirs, Soultz-Haut-Rhin |
| 1958    | 1964 (décès)          | Henri Rouby (1903-1964)                                         | MRP                      | Propriétaire à Soultz-Haut-Rhin |
| 1964    | 1992 (démission)      | Henri Goetschy                                                  | MRP puis CD puis UDF-CDS | Vétérinaire, adjoint au maire de Soultz-Haut-Rhin Sénateur (1977-1995) Président du Conseil Général (1973-1988)                                                                 |
| 1992    | 1994                  | Thomas Birgaentzlé                                              | UDF-CDS                  | Agent de maitrise Maire de Soultz-Haut-Rhin (1989-2014) Suppléant du député Michel Sordi (2002-2007)                                                                            |
| 1994    | mars 2013 (démission) | Etienne Bannwarth                                               | DVG                      | Mineur de fond puis sous-chef porion aux Mines domaniales de potasse d’Alsace, syndicaliste CGT Conseiller municipal de Soultz-Haut-Rhin (1965-2008) Ancien conseiller régional |
| 2013    | 2015                  | Odile Bocquet-Hunold                                            | DVG                      | Professeure retraitée à Issenheim |

### Conseillers d'arrondissement (de 1833 à 1940)
Le canton de Soultz avait deux conseillers d'arrondissement à partir de 1919.
De 1833 à 1871, il appartenait à l'arrondissement de Colmar.
| Période                                  | Période | Identité                            | Étiquette | Qualité |
| ---------------------------------------- | ------- | ----------------------------------- | --------- | --- |
| 1833                                     | 1839    | André Wilhelm (1765-1843)           |           | Propriétaire, maire de Soultz-Haut-Rhin, ancien conseiller général (1808-1811), conseiller d'arrondissement depuis 1811 |
|                                          |         |                                     |           | |
| 1842                                     | 1845    | Augustin Baumann                    |           | Propriétaire pépiniériste à Bollwiller                                                                                  |
| 1845                                     | 1848    | Sébastien François Lach (1800-1890) |           | Notaire à Soultz |
|                                          |         |                                     |           | |
| 1919                                     | 1934    | M. Krafft                           | UPR       | Propriétaire à Soultz                                                                                                   |
| 1919                                     | 1928    | M. Pfulb                            |           | Propriétaire à Bollwiller                                                                                               |
| 1928                                     | 1940    | François Gay (1882-1962)            | UPR       | Horticulteur, maire de Bollwiller (1929-1941 et 1945)                                                                   |
| 1934                                     | 1940    | Charles Neff                        | UPR       | Cultivateur, maire de Bernwiller                                                                                        |
| 1940                                     |         |                                     |           | Les conseils d'arrondissement ont été suspendus par la loi du 12 octobre 1940 et n'ont jamais été réactivés             |
| Les données manquantes sont à compléter. |         |                                     |           | |